# Мунђина
Мунђина је насеље у Италији у округу Сиракуза, региону Сицилија.
Према процени из 2011. у насељу је живело 41 становника. Насеље се налази на надморској висини од 169 м.